# Младограматици
Младограматиците са привърженици на направление в лингвистиката възникнало в края на 19 век и известно още под името Лайпцигска школа. Негови основоположници са езиковедите Аугуст Лескин, Бертолд Делбрюк, Херман Паул, Херман Остхоф, Карл Бругман и Карл Адолф Вернер. Младограматиците отхвърлят съществуващите дотогава метафизични и биологични възгледи за развитието на речта. Самото название „младограматици“ произхожда от Фридрих фон Царнке (1825 – 1891) – германист „от старото поколение“, който го използва в ироничен смисъл. Първи наричат себе си „младограматици“ Остхоф и Бругман (1878).
Основополагащи младограматически работи са Eine Ausnahme der ersten Lautverschiebung („Едно изключение на първото звуково преместване“, Вернер, 1877), Die Deklination im Slavisch-Litauischen und Germanischen („Склонението в славо-литовския и германския“, 1877, Лескин) и Prinzipien der Sprachgeschichte („Принципи на езиковата история“, 1880, Паул). В тях се защитава „постулатът за ненарушаемост на фонетичните закони“, според който фонетична промяна обхванала част от език или диалект се разпростира без изключение сред всички говорещи го и върху всички думи допускащи подобна фонетична промяна. Самият постулат е приет първоначално априори. В процеса на събиране на емпиричен материал младограматиците обаче откриват отколонения от него, които се опитват да обяснят с аналогии, т.е. с регулярни напасвания към вече съществуващи езикови форми.
Сред критиците на младограматизма са Николай Крушевский, Хуго Шухард и други. За слабост на младограматизма се счита прекалената му концентрираност върху повърхностни феномени на фонетично ниво, описанието на откъслечни явления, както и надценяването на старите езикови форми и подценяването на модерните. През 20 век младограматизмът бива изместен от структурализма в трудовете на Фердинанд де Сосюр.
Върху българското езикознание младограматизмът оказва влияние в работите на Любомир Милетич.